# 漕溪公园
漕溪公园是中華人民共和國上海市徐匯區的一個公園，位於漕溪路上，面積3.13平方米。該地最早是棉紡業主曹啟明家族墓地和祠堂，1935年起得名曹家花園。該地先後遭到日軍和中華民國國軍佔據。1957年10月，該地改建為公園並正式對外開放，定名為漕溪公園。1981年8月，漕溪公園擴建。1996年因滬閔高架路施工，部分土地被征用。2002年再度新增面積。目前公園內的門樓為墓園時期的建築留存。